# Vágó Béla (színművész)

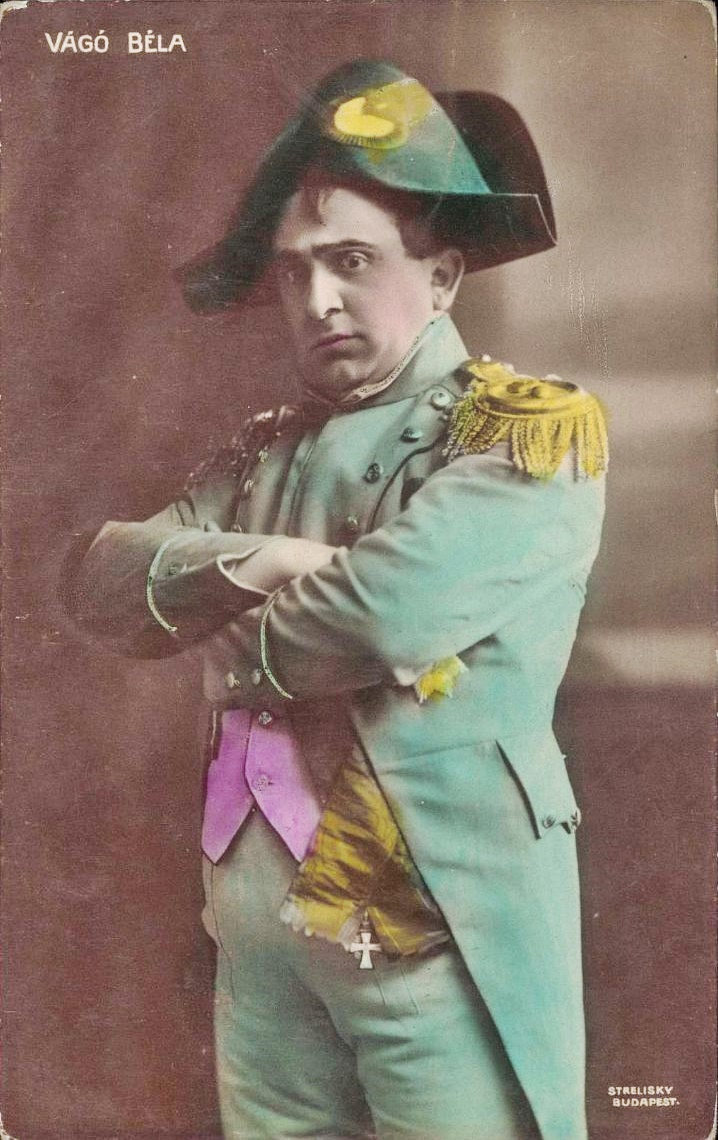
Napóleon szerepében (1910)

Vágó Béla, született Weinberger Baruch (Nagyvárad, 1871. június 26. – Budapest, 1931. január 30.) magyar színész, rendező. Testvérei Vágó László és Vágó József építészek és Vágó Géza színész, színműíró.

## Életpályája
Weinberger Mihály és Markovits Jozefa fia. 1893-ban Marosvásárhelyre szerződött Bokody Antal társulatához, később Kolozsvárra hívták, innen Pécsre, majd 1903-ban Beöthy László a Király Színházhoz szerződtette, ahol Herman Heijermans Ghettó című darabjában lépett fel először, nagy sikerrel. A Király Színházból a Magyar Színházhoz szerződött mint főrendező. Játszott a Blaha Lujza Színházban és a Fővárosi Operettszínházban is. 1930 szeptemberétől haláláig a Belvárosi Színház rendezője volt.
Első házastársa Burger Stefánia színésznő volt, akivel 1908. július 1-jén Budapesten, a Józsefvárosban kötött házasságot, majd 1912-ben elváltak. Második felesége Weinberger Mária (1889–1931) volt, akit 1915. szeptember 23-án vett nőül.

## Színpadi szerepei
- Heijermans: Ghettó....Zahel
- Szomory Dezső: II. Lajos király....Báthory nádor
- Silvió kapitány....Nagyszilágyi Ferenc
- William Shakespeare: Hamlet....Polonius
- Makszim Gorkij: Éjjeli menedékhely....Luka
- Katona József: Bánk bán....Tiborc
- Jean-Paul Sartre: Altona foglyai....Brazíliai
- Maria del Carmen....Domingó
- Molnár Ferenc: Játék a kastélyban....Gál
- Földes Imre: Hivatalnok urak....Brohser
- Jókai Mór: Új földesúr....Grisák
- Bíró Lajos: Hotel Imperiál....Tabakovics
- A kék madár....Nagyapó
- Csepregi Ferenc: Sárga csikó....Botos Icig
- Anne Nichols: Ábris rózsája....Samuels Jakab dr.

## Rendezései
- Bródy Sándor: Királyok
- Fodor László: Dr. Szabó Juci
- Bíró Lajos: Sárga liliom
- Fodor László: Töltőtoll
- Lawrence Johnson: A család esze
- Davis–Lipschütz: Gretchen
- Pásztor Árpád: Magnetic

## Filmjei
- Simon Judit (1915)
- A szerencse fia (1916)
- A szerető (1918)
- Fehér galambok fekete városban (1923)